# Börvärde
Börvärde är inom reglertekniken värdet av en storhet som den reglerade processen skall hålla. Ofta är börvärdet konstant under längre tidsperioder.
Ett exempel är klimatanläggningen i en bil. Börvärdet är det värde som föraren valt som önskad kupétemperatur. Reglersystemet reglerar sedan processen (värme-/kylanläggningen i bilen) så att temperaturen i kupén (ärvärdet) hamnar så nära börvärdet som möjligt.
Börvärdet benämns ofta {\displaystyle r(t)} eller SP (från SetPoint). En mer allmän benämning är referenssignal.
Differensen mellan börvärdet och ärvärdet {\displaystyle y(t)}, kallas för regleravvikelse eller reglerfel, det vill säga
{\displaystyle e(t)=r(t)-y(t)}